# Умм-эль-Кайвайн (эмират)

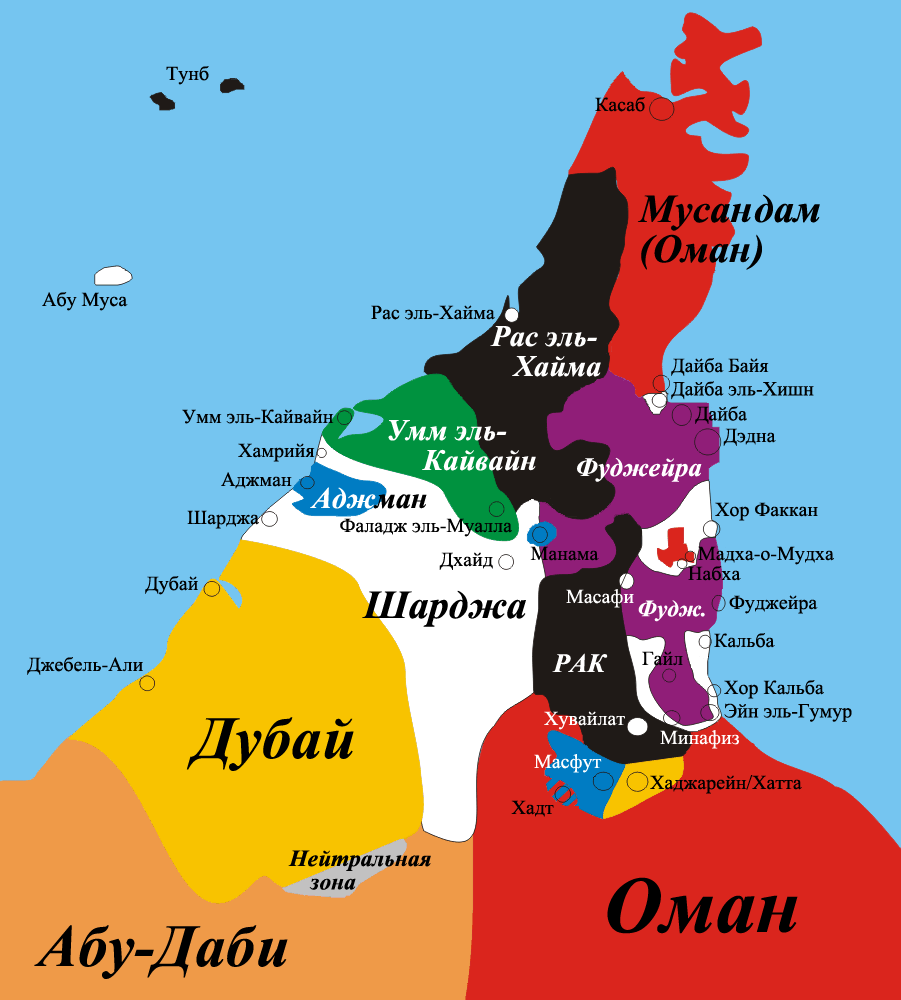
Эксклавы Омана и ОАЭ
Оман
Абу-Даби (ОАЭ)
Дубай (ОАЭ)
Шарджа (ОАЭ)
Аджман (ОАЭ)
Умм эль-Кайвайн (ОАЭ)
Рас эль-Хайма (ОАЭ)
Фуджейра (ОАЭ)

Умм-эль-Кайва́йн (араб. أمّ القيوين‎, источник сил) — эмират в составе ОАЭ.
- Столица — Умм-эль-Кайвайн.
- Площадь — 777 км², население — 69 936 человек (2008 год).

## География
На юге граничит с эмиратом Шарджа, на северо-востоке — с эмиратом Рас-эль-Хайма. На северо-западе находится побережье Персидского залива протяжённостью 24 километра. Территория простирается на глубину примерно 32 километра.

## История
Независимое шейхство Умм-эль-Кайвайн было основано в 1775 году арабским кланом аль-Муалла. В состав ОАЭ эмират вошёл 2 декабря 1971 года.